# 大島典子
大島 典子（おおしま のりこ、1959年3月22日 - ）は、日本テレビ元アナウンサー。「午後は○○おもいッきりテレビ」の元プロデューサー。秋田県出身。身長161cm（1982年4月）。

## 来歴・人物
地元の中学校を卒業後、上京して慶應義塾女子高等学校に進学し、慶應義塾大学法学部卒。1982年、アナウンサーとして日本テレビに入社。この年の日テレのアナウンサー募集は女性だけで1300人。女性では唯一人の採用だった。金原二郎アナウンス部長は採用理由を「アットホームな雰囲気がよかった」と話した。日テレなのに「フジテレビの田丸美寿々さんが目標です」と公言。大島は「結婚してもアナウンサーは続けるつもりです。日本テレビは定年が60（歳）までということですから、それまでいようかな」と決意を述べた。同じくアナウンサーの増田隆生、他職で現・札幌テレビ放送社長の井上健、現・福岡放送社長の廣瀬健一は同期。

## 職歴
- 1995年から2年間、ラジオ日本へ出向。
- 1997年から報道局プロデューサー。
- 2012年5月31日までは、経理局資産管理部専門副部長。
- 2012年6月1日から2016年5月31日までは、営業局業務部専門副部長。
- 2016年6月1日から2019年3月31日までは、コンプライアンス推進室考査部専門副部長。
- 2019年3月31日、定年退職。引き続き嘱託として日本テレビに在籍し、現在も考査の業務を続けている。

## アナウンサー時代の出演テレビ番組
- NNN朝のニュース（日曜）
- NNN昼のニュース（1988年、芦沢俊美の代役）
- NNN6:30きょうのニュース
- NNNニュースプラス1 金・土（1990年、久能靖と共に、木村優子の代役）
- NNN日曜夕刊（久能靖と共に、同上）
- 明日の全国の天気
- 神奈川ウィークリー